# Nagroda Comptona Crooka
Nagroda Comptona Crooka (ang. The Compton Crook Award) – nagroda literacka w dziedzinie fantastyki, przyznawana za najlepszy debiut powieściowy przez Baltimore Science Fiction Society.
Stowarzyszenie przyznaje nagrodę na dorocznym konwencie, Balticonie, w weekend poprzedzający ostatni poniedziałek maja (Memorial Day) w Baltimore w Maryland. Nagroda powstała w 1983, a jej patronem jest Compton Crook, zmarły w 1981 profesor miejscowego Uniwersytetu Towsona oraz pisarz science fiction (publikujący pod pseudonimem Stephen Tall).

## Laureaci
- 2025 – Samantha Mills(inne języki) The Wings Upon Her Back
- 2024 – Kemi Ashing-Giwa The Splinter in the Sky
- 2023 – Alex Jennings The Ballad of Perilous Graves
- 2022 – P. Djèlí Clark Władca dżinnów (A Master of Djinn)
- 2021 – Micaiah Johnson(inne języki) The Space Between Worlds
- 2020 – Arkady Martine Pamięć zwana Imperium (A Memory Called Empire)
- 2019 – Rebecca F. Kuang Wojna makowa (The Poppy War)
- 2018 – Nicky Drayden(inne języki) Prey of Gods
- 2017 – Ada Palmer(inne języki) Do błyskawicy podobne (Too Like The Lightning)
- 2016 – Fran Wilde(inne języki) Updraft
- 2015 – Alexandra Duncan(inne języki) Savage
- 2014 – Charles Gannon(inne języki) Fire With Fire
- 2013 – Myke Cole(inne języki) Control Point
- 2012 – T.C. McCarthy(inne języki) Genoboty (Germline)
- 2011 – James Knapp(inne języki) State of Decay
- 2010 – Paolo Bacigalupi Nakręcana dziewczyna (The Windup Girl)
- 2009 – Paul Melko(inne języki) Singularity’s Ring
- 2008 – Mark L. Van Name(inne języki) One Jump Ahead
- 2007 – Naomi Novik Smok Jego Królewskiej Mości (His Majesty’s Dragon)
- 2006 – Maria Snyder(inne języki) Poison Study
- 2005 – Tamara Siler Jones(inne języki) Ghosts in the Snow
- 2004 – E.E. Knight(inne języki) Way Of The Wolf
- 2003 – Patricia Bray(inne języki) Devlin's Luck
- 2002 – Wen Spencer(inne języki) Alien Taste
- 2001 – Syne Mitchell(inne języki) Murphy's Gambit
- 2000 – Stephen L. Burns(inne języki) Flesh and Silver
- 1999 – James Stoddard(inne języki) The High House
- 1998 – Katie Waitman(inne języki) The Merro Tree
- 1997 – Richard Garfinkle(inne języki) Celestial Matters
- 1996 – Daniel Graham Jr. The Gatekeepers
- 1995 – Doranna Durgin(inne języki) Dun Lady’s Jess
- 1994 – Mary Rosenblum(inne języki) The Drylands
- 1993 – Holly Lisle(inne języki) Fire in the Mist
- 1992 – Carol Severance(inne języki) Reefsong
- 1991 – Michael Flynn(inne języki) In the Country of the Blind
- 1990 – Josepha Sherman(inne języki) The Shining Falcon
- 1989 – Elizabeth Moon Córka owczarza (Sheepfarmer's Daughter)
- 1988 – Christopher Hinz(inne języki) Liege-Killer
- 1987 – Thomas Wren Doomsday Effect
- 1986 – Sheila Finch(inne języki) Infinity's Web
- 1985 – David R. Palmer(inne języki) Emergence
- 1984 – Christopher Rowley(inne języki) War For Eternity
- 1983 – Donald Kingsbury(inne języki) Courtship Rite